# Salisbury, New Brunswick
Salisbury är en ort i Kanada.   Den ligger i provinsen New Brunswick, i den östra delen av landet, 800 km öster om huvudstaden Ottawa. Salisbury ligger 45 meter över havet och antalet invånare är 1 891.
Terrängen runt Salisbury är platt. Närmaste större samhälle är Riverview, 17,8 km öster om Salisbury.
I omgivningarna runt Salisbury växer i huvudsak blandskog. Runt Salisbury är det mycket glesbefolkat, med 7 invånare per kvadratkilometer.